# Intel Xe
Intel Xe (estilizado como Xe y pronunciado como dos letras separadas, abreviatura de "eXascale for everyone"), anteriormente conocido extraoficialmente como Gen12, es una arquitectura de GPU desarrollada por Intel.
Intel Xe incluye una nueva arquitectura de conjunto de instrucciones. La familia de GPU Xe consta de una serie de microarquitecturas, que van desde integradas/de bajo consumo (Xe-LP), hasta entusiastas/juegos de alto rendimiento (Xe-HPG), centro de datos/alto rendimiento (Xe-HP) y alto rendimiento. informática (Xe-HPC).

## Historia
El primer intento de Intel de una tarjeta gráfica dedicada fue la Intel740, lanzada en febrero de 1998. Se consideró que el Intel740 no tuvo éxito debido a que su rendimiento fue inferior a las expectativas del mercado, lo que provocó que Intel dejara de desarrollar futuros productos de gráficos discretos. Sin embargo, su tecnología perduró en la línea Intel Extreme Graphics. Intel hizo otro intento con la arquitectura Larrabee antes de cancelarla en 2009; esta vez, la tecnología desarrollada se utilizó en el Xeon Phi, la cual tras ser lanzada durante 2012 como coprocesadores vectoriales especializados no como tarjetas gráficas, sino como tarjetas de cálculos para supercomputación, sería discontinuada en 2020.
En abril de 2018, se informó que Intel estaba reuniendo un equipo para desarrollar unidades de procesamiento de gráficos discretos, dirigidas tanto a los centros de datos como al mercado de juegos de PC y, por lo tanto, competitivos con los productos de Nvidia y AMD. Los rumores que respaldaban la afirmación incluían que la compañía tenía vacantes para más de 100 trabajos relacionados con gráficos y que había contratado al exlíder de Radeon Technologies Group (AMD), Raja Koduri, a fines de 2017; se informó que el nuevo producto tenía el nombre en código "Arctic Sound". Se informó que el proyecto inicialmente estaba dirigido a chips de transmisión de video para centros de datos, pero su alcance se amplió para incluir GPU de escritorio.
En junio de 2018, Intel confirmó que planeaba lanzar una GPU discreta en 2020. Se informó que la primera GPU "Xe" discreta funcional, con nombre en código "DG1", comenzó a probarse en octubre de 2019.
Según un informe de Hexus a fines de 2019, se lanzaría una GPU discreta a mediados de 2020; También se esperaban productos combinados de GPU/CPU (GPGPU), para centros de datos y aplicaciones de conducción autónoma. Se esperaría que el producto se construyera inicialmente en un nodo de 10 nm (con productos de 7 nm en 2021) y utilizara la tecnología de empaquetado de apilamiento de chips 3D, Intel Foveros. Durante 2020, se lanzarían los primeros chips con el nombre de Intel Iris Xe Max, integrados en los procesadores Intel Core de 11.ª generación (nombre en código "Tiger Lake" y "Rocket Lake"), seguidos en 2021 por algunas tarjetas Iris Xe DG1, exclusivas para integradores OEM de Intel. Finalmente y tras algunos retrasos, el lanzamiento a la venta directa de estas primeras tarjetas gráficas dedicadas de la compañía en más de 20 años, conocidas como la serie Intel Arc, ocurriría en el transcurso de 2022.

## Arquitectura
Intel Xe amplía la revisión de microarquitectura introducida en Gen 11 con una refactorización completa de la arquitectura del conjunto de instrucciones. Si bien Xe es una familia de arquitecturas, cada variante tiene diferencias significativas entre sí, ya que están diseñadas teniendo en cuenta sus objetivos. La familia de GPU Xe consta de subarquitecturas Xe-LP, Xe-HP, Xe-HPC y Xe-HPG.
A diferencia de las unidades de procesamiento de gráficos Intel anteriores que usaban la Unidad de Ejecución (EU) como unidad de cómputo, Xe-HPG y Xe-HPC usan el Xe-core. Esto es similar a un subsegmento Xe-LP. Un Xe-core contiene unidades lógicas aritméticas vectoriales y matriciales, que se denominan motores vectoriales y matriciales. Otros componentes incluyen caché L1 y otro hardware.

### Xe-LP (baja potencia)
Xe-LP es la variante de bajo consumo de la arquitectura Xe. Xe-LP está presente como gráficos integrados para Intel Core de 11.ª generación y la GPU móvil dedicada Iris Xe MAX (nombre en código DG1), así como en la GPU H3C XG310 Intel Server (nombre en código SG1). En comparación con su predecesor, Xe-LP incluye nuevas características como Sampler Feedback, Dual Queue Support, DirectX12 View Instancing Tier2, y decodificación de hardware de función fija AV1 de 8 y 10 bits.

### Xe-HP (alto rendimiento)
Xe-HP es la variante de centro de datos/alto rendimiento de Xe, optimizada para el rendimiento de FP64 y la escalabilidad de varios mosaicos.

### Xe-HPC (cómputo de alto rendimiento)
Xe-HPC es la variante informática de alto rendimiento de la arquitectura Xe. Un Xe-HPC Xe-core contiene 8 motores vectoriales y 8 matriciales, junto con un gran 512 Caché KB L1. Alimenta Ponte Vecchio.

### Xe-HPG (gráficos de alto rendimiento)
Xe-HPG es la variante gráfica entusiasta o de alto rendimiento de la arquitectura Xe. La microarquitectura se basa en Xe-LP con mejoras de Xe-HP y Xe-HPC. La microarquitectura se centra en el rendimiento de los gráficos y admite trazado de rayos acelerado por hardware, DisplayPort 2.0, XeSS o supermuestreo basado en redes neuronales (similar a Nvidia DLSS) y DirectX 12 Ultimate. Intel confirmó que la compatibilidad con ASTC se eliminó del hardware a partir de Alchemist y que las futuras microarquitecturas de GPU Intel Arc tampoco la admitirán. Un Xe-HPG Xe-core contiene 16 motores vectoriales y 16 motores matriciales. Una porción de renderizado Xe-HPG constará de cuatro núcleos Xe, hardware de trazado de rayos y otros componentes.

## Intel Xe 2
Se reveló un sucesor de Xe durante Intel Architecture Day 2021, bajo el nombre de Xe 2, cuyo nombre en código es Battlemage. Actualmente se encuentra en desarrollo. En una entrevista exclusiva con HardwareLuxx, Tom Peterson confirmó que Xe2 se segmentará en "Xe2-LPG" (Gráficos de bajo consumo) para GPU integradas y "Xe2-HPG" (Gráficos de alto rendimiento) para GPU discretas.

## Intel Xe 3
Intel Xe 3 es el próximo sucesor de la microarquitectura Intel Xe 2 con nombre en código Celestial y su lanzamiento está programado para 2024 según la hoja de ruta de GPU de Intel.

## Intel Xe 4
Intel Xe 4 es el próximo sucesor de la microarquitectura Intel Xe 3 con nombre en código Druid.

## Productos que usan Xe

### Gráficos integrados
Los procesadores Intel más nuevos utilizan la microarquitectura Xe-LP. Estos incluyen procesadores Intel Core de 11.ª generación (nombre en código "Tiger Lake" y "Rocket Lake"), procesadores Intel Core de 12.ª generación (nombre en código "Alder Lake") y procesadores Intel Core de 13.ª generación (nombre en código "Raptor Lake").

### Gráficos discretos

#### Intel Iris Xe Max (DG1)
| Modelo      | Lanzamiento            | Proceso    | Ejecución unidades | Unidades de sombreado | Velocidades de reloj | Velocidades de reloj | Memoria     | Memoria               | Memoria     | Memoria             | Poder de procesamiento (GFLOPS) | Poder de procesamiento (GFLOPS) | Poder de procesamiento (GFLOPS) | Poder de procesamiento (GFLOPS) | Notas |
| Modelo      | Lanzamiento            | Proceso    | Ejecución unidades | Unidades de sombreado | Reloj turbo (MHz)    | Memoria (MT/s)       | Tamaño (GB) | Ancho de banda (GB/s) | Tipo de bus | Ancho del bus (bit) | Medio                           | Simple                          | Doble                           | INT8                            | Notas |
| ----------- | ---------------------- | ---------- | ------------------ | --------------------- | -------------------- | -------------------- | ----------- | --------------------- | ----------- | ------------------- | ------------------------------- | ------------------------------- | ------------------------------- | ------------------------------- | ----- |
| Iris Xe MAX | 1 de noviembre de 2020 | Intel 10SF | 96                 | 768                   | 1650                 | 4266                 | 4           | 68                    | LPDDR4x     | 128                 | 5069                            | 2534                            | 1267                            | 10138                           |       |

En agosto de 2020, se informó que Intel enviaría GPU Xe DG1 para un posible lanzamiento a fines de 2020, al tiempo que comentó sobre una GPU DG2 dirigida al mercado entusiasta (más tarde se descubrió que era la primera generación de Intel Arc apodada "Alchemist"). La DG1 también se vende como Iris Xe MAX y como Iris Xe Graphics (estilizado como iRIS Xe) en portátiles, mientras que las tarjetas para desarrolladores se venden como DG1 SDV.
La Xe MAX es una GPU de nivel de entrada que se lanzó por primera vez el 1 de noviembre de 2020 en China y es similar en la mayoría de los aspectos a la GPU integrada que se encuentra en los procesadores Tiger Lake, las únicas diferencias son una velocidad de reloj más alta, un rendimiento ligeramente superior y memoria dedicada y un requisito de TDP dedicado. Compite con las GPU de la serie GeForce MX de nivel portátil de Nvidia. Está dirigido a computadoras portátiles de productividad delgadas y altamente portátiles y tiene 4 GB de memoria LPDDR4X-4266 dedicada con un bus de memoria de 128 bits de ancho, tiene 96 EU, 48 unidades de textura, 24 ROP, una velocidad máxima de reloj de 1650 MHz y un rendimiento de 2,46 FP32 teraFLOPs con un TDP de 25w. En comparación, la GPU integrada en los procesadores Tiger Lake tiene un rendimiento de 2,1 FP32 teraFLOP. El Xe MAX no reemplaza la GPU integrada del sistema; en cambio, fue diseñado para funcionar junto con él, por lo que las tareas se dividen entre las GPU integradas y discretas. Inicialmente, solo estaba disponible en 3 computadoras portátiles: Asus VivoBook Flip 14 TP470, Acer Swift 3X y Dell Inspiron 15 7000. Las GPU Intel Xe MAX solo se pueden encontrar en sistemas con procesadores Tiger Lake.
Intel anunció oficialmente las tarjetas de escritorio Intel Iris Xe Graphics para OEM e integradores de sistemas el 26 de enero de 2021. Está dirigido a PC comerciales y de escritorio convencionales como una mejora con respecto a otras opciones de gráficos en decodificación de video AV1, soporte de video HDR (alto rango dinámico) e inferencia de aprendizaje profundo, y no es tan poderoso como su contraparte de computadora portátil, con solo 80 UE habilitados. Las primeras tarjetas están hechas por Asus, tienen salidas DisplayPort 1.4, HDMI 2.0, Dual Link DL-DVI-D y se enfrían pasivamente.

#### Intel Arc
Intel Arc es una serie de gráficos discretos de alto rendimiento optimizada para videojuegos. Esta compite directamente con las líneas GeForce de Nvidia y Radeon de AMD. La primera generación (nombre en código "Alchemist") se desarrolló con el nombre "DG2" y se basa en la arquitectura Xe-HPG. Las generaciones futuras tienen el nombre en código Battlemage ("DG3", basado en Xe2), Celestial ("DG4", basado en Xe3 ) y Druid ("DG5").

##### Escritorio
| Modelo    | Lanzamiento              | MSRP (USD) | Nombre en clave | Proceso | Transistores (mil millones) | Tamaño del chip (mm2) | Config. del núcleo             | Caché L2 | Velocidad de reloj (MHz) | Tasa de relleno | Tasa de relleno | Memoria | Memoria     | Memoria               | Memoria       | Memoria      | Poder de procesamiento (TFLOPS) | Poder de procesamiento (TFLOPS) | Poder de procesamiento (TFLOPS) | TDP   | Interfaz del bus |
| Modelo    | Lanzamiento              | MSRP (USD) | Nombre en clave | Proceso | Transistores (mil millones) | Tamaño del chip (mm2) | Config. del núcleo             | Caché L2 | Velocidad de reloj (MHz) | Píxel (GP/s)    | Textura (GT/s)  | Tipo    | Tamaño (GB) | Ancho de banda (GB/s) | Ancho del bus | Reloj (MT/s) | Media precisión (base)          | Simple precisión (base)         | Doble precisión (base)          | TDP   | Interfaz del bus |
| Arc 3     | Arc 3                    | Arc 3      | Arc 3           | Arc 3   | Arc 3                       | Arc 3                 | Arc 3                          | Arc 3    | Arc 3                    | Arc 3           | Arc 3           | Arc 3   | Arc 3       | Arc 3                 | Arc 3         | Arc 3        | Arc 3                           | Arc 3                           | Arc 3                           | Arc 3 | Arc 3            |
| --------- | ------------------------ | ---------- | --------------- | ------- | --------------------------- | --------------------- | ------------------------------ | -------- | ------------------------ | --------------- | --------------- | ------- | ----------- | --------------------- | ------------- | ------------ | ------------------------------- | ------------------------------- | ------------------------------- | ----- | ---------------- |
| A310      | 28 de septiembre de 2022 |            | ACM-G11         | TSMC N6 | 7.2                         | 157                   | 768:32:16:6 (192:96:2:1)       | 4 MB     | 2000                     | 32              | 64              | GDDR6   | 4 GB        | 124                   | 64-bit        | 15500        | 6.144                           | 3.072                           | 0.768                           | 75 W  | PCIe 4.0 x8      |
| A380      | 14 de junio de 2022      | $139       | ACM-G11         | TSMC N6 | 7.2                         | 157                   | 1024:64:32:8 (256:128:2:1)     | 4 MB     | 2000 2050                | 64 65.6         | 128 131.2       | GDDR6   | 6 GB        | 186                   | 96-bit        | 15500        | 8.192 8.3968                    | 4.096 4.1984                    | 1.024 1.0496                    | 75 W  | PCIe 4.0 x8      |
| Arc 5     |                          |            |                 |         |                             |                       |                                |          |                          |                 |                 |         |             |                       |               |              |                                 |                                 |                                 |       |                  |
| A580      | Q4 2022                  |            | ACM-G10         | TSMC N6 | 21.7                        | 406                   | 3072:192:96:24 (768:384:6:1)   | 8 MB     | 1700                     | 163.2           | 326.4           | GDDR6   | 8 GB        | 512                   | 256-bit       | 16000        | 20.890                          | 10.445                          | 2.611                           | 175 W | PCIe 4.0 x16     |
| Arc 7     |                          |            |                 |         |                             |                       |                                |          |                          |                 |                 |         |             |                       |               |              |                                 |                                 |                                 |       |                  |
| A750      | 14 de octubre de 2022    | $289       | ACM-G10         | TSMC N6 | 21.7                        | 406                   | 3584:192:112:28 (887:448:7:1)  | 12 MB    | 2050 2400                | 229.6 268.8     | 393.6 460.8     | GDDR6   | 8 GB        | 512                   | 256-bit       | 16000        | 29.3888 34.4064                 | 14.6944 17.2032                 | 3.6736 4.3008                   | 225 W | PCIe 4.0 x16     |
| A770 8GB  | 14 de octubre de 2022    | $329       | ACM-G10         | TSMC N6 | 21.7                        | 406                   | 4096:256:128:32 (1024:512:8:1) | 16 MB    | 2100 2400                | 268.8 307.2     | 537.6 614.4     | GDDR6   | 8 GB        | 512                   | 256-bit       | 16000        | 34.4064 39.3216                 | 17.2032 19.6608                 | 4.3008 4.9152                   | 225 W | PCIe 4.0 x16     |
| A770 16GB | 14 de octubre de 2022    | $349       | ACM-G10         | TSMC N6 | 21.7                        | 406                   | 4096:256:128:32 (1024:512:8:1) | 16 MB    | 2100 2400                | 268.8 307.2     | 537.6 614.4     | GDDR6   | 16 GB       | 560                   | 256-bit       | 17500        | 34.4064 39.3216                 | 17.2032 19.6608                 | 4.3008 4.9152                   | 225 W | PCIe 4.0 x16     |

##### Móvil
| Modelo | Lanzamiento         | Nombre en clave   | Proceso | Transistores (mil millones) | Tamaño del chip (mm2) | Config. del núcleo          | Caché L2 | Velocidad de reloj (MHz) | Tasa de relleno | Tasa de relleno | Memoria | Memoria | Memoria               | Memoria       | Memoria      | Poder de procesamiento (TFLOPS) | Poder de procesamiento (TFLOPS) | Poder de procesamiento (TFLOPS) | TDP       | Interfaz del bus |
| Modelo | Lanzamiento         | Nombre en clave   | Proceso | Transistores (mil millones) | Tamaño del chip (mm2) | Config. del núcleo          | Caché L2 | Velocidad de reloj (MHz) | Píxel (GP/s)    | Textura (GT/s)  | Tipo    | Tamaño  | Ancho de banda (GB/s) | Ancho del bus | Reloj (MT/s) | Media precisión (base)          | Simple precisión (base)         | Doble precisión (base)          | TDP       | Interfaz del bus |
| Arc 3  | Arc 3               | Arc 3             | Arc 3   | Arc 3                       | Arc 3                 | Arc 3                       | Arc 3    | Arc 3                    | Arc 3           | Arc 3           | Arc 3   | Arc 3   | Arc 3                 | Arc 3         | Arc 3        | Arc 3                           | Arc 3                           | Arc 3                           | Arc 3     | Arc 3            |
| ------ | ------------------- | ----------------- | ------- | --------------------------- | --------------------- | --------------------------- | -------- | ------------------------ | --------------- | --------------- | ------- | ------- | --------------------- | ------------- | ------------ | ------------------------------- | ------------------------------- | ------------------------------- | --------- | ---------------- |
| A350M  | 30 de marzo de 2022 | DG2-128 (ACM-G11) | TSMC N6 | 7.2                         | 157                   | 768:48:24:6 (96:96:2)       | 4 MB     | 1150 2200                | 27.6 52.8       | 55.2 105.6      | GDDR6   | 4 GB    | 112                   | 64-bit        | 14000        | 3.5328 6.7584                   | 1.7664 3.3792                   | 0.4416 0.8448                   | 25-35 W   | PCIe 4.0 ×8      |
| A370M  | 30 de marzo de 2022 | DG2-128 (ACM-G11) | TSMC N6 | 7.2                         | 157                   | 1024:64:32:8 (128:128:2)    | 4 MB     | 1550 2050                | 49.6 65.6       | 99.2 131.2      | GDDR6   | 4 GB    | 112                   | 64-bit        | 14000        | 6.3488 8.3968                   | 3.1744 4.1984                   | 0.7936 1.0496                   | 35-50 W   | PCIe 4.0 ×8      |
| Arc 5  |                     |                   |         |                             |                       |                             |          |                          |                 |                 |         |         |                       |               |              |                                 |                                 |                                 |           |                  |
| A550M  | Q2 2022             | DG2-512 (ACM-G10) | TSMC N6 | 21.7                        | 406                   | 2048:128:64:16 (256:256:4)  | 8 MB     | 900 1700                 | 57.6 108.8      | 115.2 217.6     | GDDR6   | 8 GB    | 224                   | 128-bit       | 14000        | 7.3728 13.9264                  | 3.6864 6.9632                   | 0.9216 1.7408                   | 60-80 W   | PCIe 4.0 ×16     |
| Arc 7  |                     |                   |         |                             |                       |                             |          |                          |                 |                 |         |         |                       |               |              |                                 |                                 |                                 |           |                  |
| A730M  | Q2 2022             | DG2-512 (ACM-G10) | TSMC N6 | 21.7                        | 406                   | 3072:192:96:24 (384:384:6)  | 12 MB    | 1100 2050                | 105.6 196.8     | 211.2 393.6     | GDDR6   | 12 GB   | 336                   | 192-bit       | 14000        | 13.5168 25.1904                 | 6.7584 12.5952                  | 1.6896 3.1488                   | 80-120 W  | PCIe 4.0 ×16     |
| A770M  | Q2 2022             | DG2-512 (ACM-G10) | TSMC N6 | 21.7                        | 406                   | 4096:256:128:32 (512:512:8) | 16 MB    | 1650 2050                | 211.2 262.4     | 422.4 524.8     | GDDR6   | 16 GB   | 512                   | 256-bit       | 16000        | 27.0336 33.5872                 | 13.5168 16.7936                 | 3.3792 4.1984                   | 120-150 W | PCIe 4.0 ×16     |

##### Estación de trabajo
| Modelo        | Lanzamiento         | Nombre en clave   | Proceso | Transistores (mil millones) | Tamaño del chip (mm2) | Config. del núcleo       | Caché L2 | Velocidad de reloj (MHz) | Tasa de relleno | Tasa de relleno | Memoria | Memoria | Memoria               | Memoria       | Memoria      | Poder de procesamiento (TFLOPS) | Poder de procesamiento (TFLOPS) | Poder de procesamiento (TFLOPS) | TDP     | Interfaz del bus |
| Modelo        | Lanzamiento         | Nombre en clave   | Proceso | Transistores (mil millones) | Tamaño del chip (mm2) | Config. del núcleo       | Caché L2 | Velocidad de reloj (MHz) | Píxel (GP/s)    | Textura (GT/s)  | Tipo    | Tamaño  | Ancho de banda (GB/s) | Ancho del bus | Reloj (MT/s) | Media precisión (base)          | Simple precisión (base)         | Doble precisión (base)          | TDP     | Interfaz del bus |
| Arc Pro       | Arc Pro             | Arc Pro           | Arc Pro | Arc Pro                     | Arc Pro               | Arc Pro                  | Arc Pro  | Arc Pro                  | Arc Pro         | Arc Pro         | Arc Pro | Arc Pro | Arc Pro               | Arc Pro       | Arc Pro      | Arc Pro                         | Arc Pro                         | Arc Pro                         | Arc Pro | Arc Pro          |
| ------------- | ------------------- | ----------------- | ------- | --------------------------- | --------------------- | ------------------------ | -------- | ------------------------ | --------------- | --------------- | ------- | ------- | --------------------- | ------------- | ------------ | ------------------------------- | ------------------------------- | ------------------------------- | ------- | ---------------- |
| A30M (Mobile) | 8 de agosto de 2022 | DG2-128 (ACM-G11) | TSMC N6 | 7.2                         | 157                   | 1024:64:16:8 (128:128:2) | 1 MB     | 1500 2000                | 24 32           | 96 192          | GDDR6   | 4 GB    | 112                   | 64-bit        | 14000        | ?                               | 0.525 3.500                     | ?                               | 50 W    | PCIe 4.0 x8      |
| A40           | 8 de agosto de 2022 | DG2-128 (ACM-G11) | TSMC N6 | 7.2                         | 157                   | 1024:64:16:8 (128:128:2) | 1 MB     | 1500 2000                | 24 32           | 96 192          | GDDR6   | 6 GB    | 192                   | 96-bit        | 16000        | ?                               | 0.525 3.500                     | ?                               | 50 W    | PCIe 4.0 x8      |
| A50           | 8 de agosto de 2022 | DG2-128 (ACM-G11) | TSMC N6 | 7.2                         | 157                   | 1024:64:16:8 (128:128:2) | 1 MB     | 1500 2000                | 24 32           | 96 192          | GDDR6   | 6 GB    | 192                   | 96-bit        | 16000        | ?                               | 0.720 4.800                     | ?                               | 75 W    | PCIe 4.0 x8      |

### Centro de datos

#### Ponte Vecchio
Intel anunció oficialmente su GPU HPC / AI general Xe con nombre en código Ponte Vecchio el 17 de noviembre de 2019. Se reveló que usaba la variante Xe-HPC de la arquitectura y el 'Puente de interconexión de matriz múltiple integrado' (EMIB) de Intel y el paquete de apilamiento de matriz Foveros en un nodo Intel 4 (anteriormente denominado 7 nm). Intel confirmó más tarde en el Día de la Arquitectura 2021 que Ponte Vecchio usaría Compute Tiles fabricados en TSMC N5, Base Tiles y Rambo Cache Tiles fabricados con Intel 7 (anteriormente denominado 10 nm Enhanced SuperFin) y Xe Link Tiles fabricados en el proceso TSMC N7. Se espera que la nueva GPU se utilice en la nueva supercomputadora a exaescala del Laboratorio Nacional de Argonne, Aurora, con nodos de cómputo que comprenden dos CPU Intel Xeon de próxima generación (nombre en código "Sapphire Rapids") y seis GPU Ponte Vecchio.